# Gorilla Manor
A Gorilla Manor az egyesült államokbeli indie rock együttes Local Natives első stúdióalbuma, amelyet 2009. november 2-án adott ki az Infectious Records az Egyesült Királyságban és 2010. február 16-án a Frenchkiss Records az Amerikai Egyesült Államokban. Producerei az együttes tagjai és Raymond Richards.
Első albumuk minden részlete a szoros együttműködésen alapszik; a „Gorilla Manor” Orange megyei lakásuk neve volt. Andy Hahn szerint a felvétel „teljesen zavaros volt, a gitárjátékunk és a turkálóban vásárolt zongoránkon való felvételeink közben mindig bekopogott egy barát. Ez egy egyedülálló élmény volt, soha nem felejtem el ezt az időszakot.” A lemezt Raymond Richards Nyugat-Los Angeles-i Red Rockets Glare Studiójában vették fel.
A lemez a Billboard 200 új előadókat felsorakoztató listáján a harmadik helyezést érte el.

## Számlista
Az összes dal szerzője a Local Natives, kivéve a Warning Sign dalt, amelyet David Byrne és Chris Frantz írtak. 
| 1.    | Wide Eyes                                | 4:26 |
| 2.    | Airplanes                                | 3:58 |
| 3.    | Sun Hands                                | 4:51 |
| 4.    | World News                               | 4:32 |
| 5.    | Shape Shifter                            | 5:30 |
| 6.    | Camera Talk                              | 3:45 |
| 7.    | Cards & Quarters                         | 4:00 |
| 8.    | Warning Sign (Talking Heads-feldolgozás) | 4:12 |
| 9.    | Who Knows Who Cares                      | 3:53 |
| 10.   | Cubism Dream                             | 4:00 |
| 11.   | Stranger Thigns                          | 5:46 |
| 12.   | Sticky Thread                            | 3:48 |
| 52:40 |                                          |      |

| 13. | Only Son (B-oldal) | 4:02 |

| 13. | Sun Hands   | 5:44 |
| 14. | Camera Talk | 3:51 |

## Közreműködők
- Taylor Rice – ének, ritmusgitár
- Kelcey Ayler – ének, ritmusgitár, billentyűk
- Ryan Hahn – ének, gitár
- Matthew Frazier – ének, dob
- Andy Hamm – ének, basszusgitár

## Kiadások
| Ország                    | Dátum             | Kiadó              | Katalógusazonosító |
| ------------------------- | ----------------- | ------------------ | ------------------ |
| Egyesült Királyság        | 2009. november 2. | Infectious Records | INFECT109CD        |
| Amerikai Egyesült Államok | 2010. február 16. | Frenchkiss Records | FKR042             |

## Fordítás
Ez a szócikk részben vagy egészben  a   Gorilla Manor című angol Wikipédia-szócikk ezen változatának fordításán alapul.  Az eredeti cikk szerkesztőit annak laptörténete sorolja fel. Ez a jelzés csupán a megfogalmazás eredetét és a szerzői jogokat jelzi, nem szolgál a cikkben szereplő információk forrásmegjelöléseként.